# Культурна безпека
Культурна безпека — це ефективна медична практика, яка полягає у нагляді за людиною, або сім'єю з іншої культури. Ця практика зародилася у Новій Зеландії під час розвитку системи освіти медсестринства. Небезпечна культурна практика означає приниження культурної ідентичності конкретної людини чи сім'ї.
Культурна безпека базується на чотирьох принципах:
1. Покращити здоров'я і самопочуття;
2. Покращити якість надання послуг в галузі охорони здоров'я;
3. Приділити увагу різноманітним характеристикам пацієнтів і прийняти їх;
4. Зрозуміти роль надання медичних послуг і як вони впливають на окремих людей і сімей.

## Походження
Культурна безпека походить від галузі медсестринської освіти. Її концепція зародилася під час лідерства Hui у 1989 році після того, як студенти-медсестри занепокоїлись безпекою студентів культури Māori, які відвідували монокультурні медзаклади, і їхньою інтелектуальною власністю під час навчання з Tauiwi.

## Визначення
Культурна безпека опирається на дії, що показують визнання культурної індивідуальності пацієнта. Ефективна практика визначається під час знайомства з людиною чи сім'єю, які належать до тієї чи іншої культури. Сама культура включає в себе вік і покоління, гендерність, сексуальну орієнтацію, професію і соціо-економічний статус, етнічне походження, або міграційний досвід, релігійну віру.

## Перший принцип
Ціллю культурної безпеки є покращення статусу здоров'я жителів Нової Зеландії. Вона ставить наголос на позитивні результати здоров'я і самопочуття пацієнтів; визнає різноманітні вірування і практики, які до неї не відносяться.

## Другий принцип
Культурна безпека відіграє важливу роль у покращенні якості надання медичних послуг, ідентифікуючи рівень відносин між постачальником медичних послуг і тими, хто їх отримує. Через різноманітність культури, не всі пацієнти відчувають себе у безпеці і можуть не отримати лікування, яке вони потребують. Провіднику медичних послуг доведеться зрозуміти, що його культурна реальність не співпадає з реальністю пацієнта. В результаті, це може потребувати зміну послуг.

## Третій принцип
Культурна безпека визнає нерівність всередині галузі медицини, освіти, працевлаштування, і соціальних інтеракцій; наголошує причину й відношення історії, політики, соціального статусу, освіти, гендерного й особистого досвіду до людей, які користуються послугами з галузі психології. Однією з важливіших аспектів культурної безпеки являється покращення якості й надання послуг, права споживача.

## Четвертий принцип
Культурна безпека приділяє увагу розумінню того, як медичні послуги можуть вплинути на споживача і його культуру, історію, відношення і життєвий досвід; ставить задачу перед провідниками уважно переглянути свою практику для повноцінного розуміння поставленої задачі і покращення якості послуг.

## Розвиток
Ідея культурної безпеки зародилася у Новій Зеландії медсестрами, працюючими з народом Māori, який толерантно відносився до нових концепцій, аналізуючи дисбаланси та інституційну дискримінацію. Вона розвинулася у практику, яка надає якісні послуги людям різних етнічних груп з провідниками, розуміючи їхню задачу і потребу у розвитку навичок, знань і саморефлексії.

## Критицизм
Культурна безпека набула критики через відсутність у ній чіткої й зрозумілої структури для, що ускладнило процес її інкорпорації і практичного застосування в інших культурах.